# Demografia do Djibuti

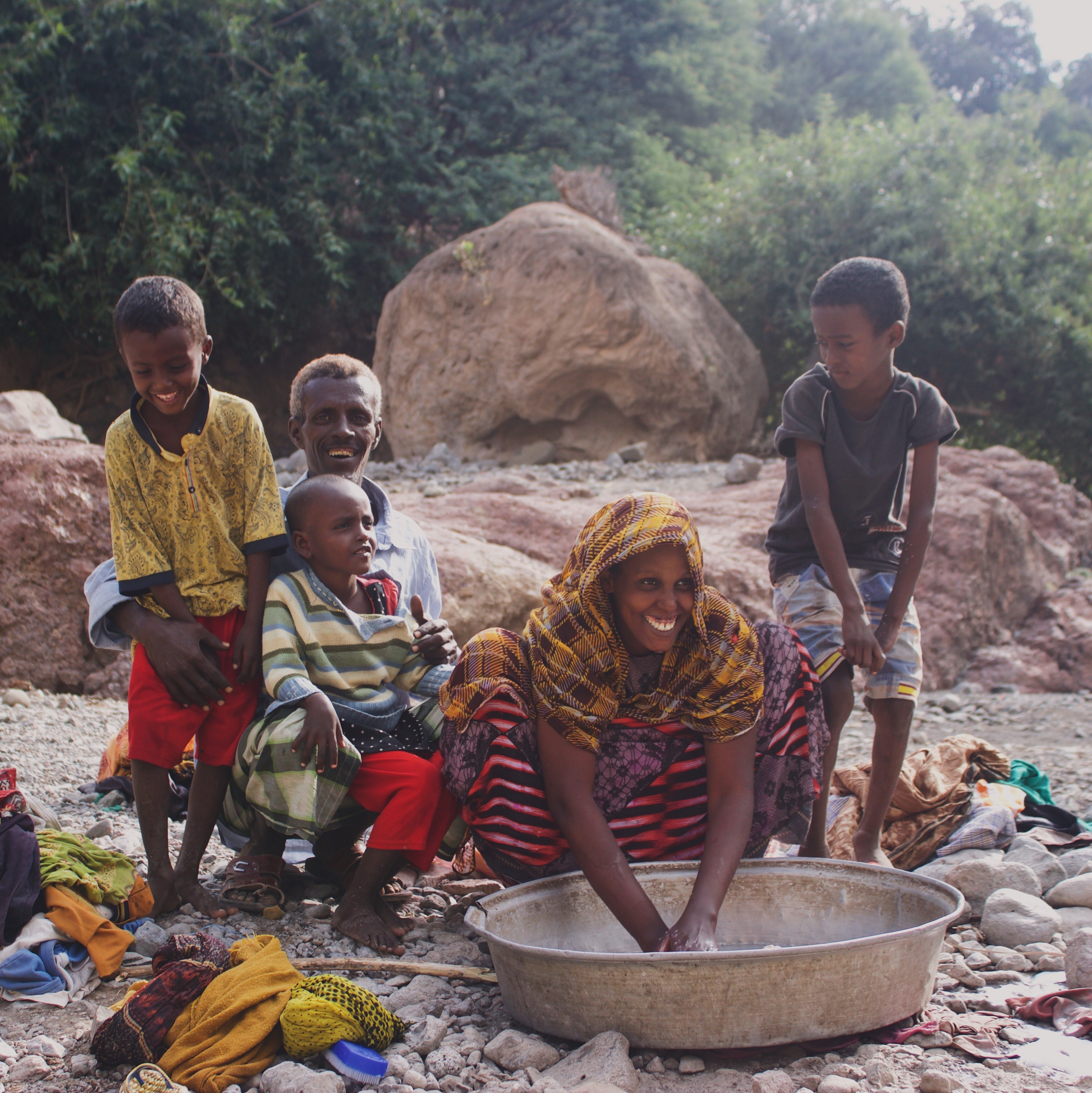
Uma Família

A população de Djibuti ultrapassa 600 mil habitantes. A maioria dos djibutianos pertence aos grupos étnicos afares e issas. Existem minorias de árabes e europeus, muitos dos quais estão ali a trabalho. 
Pouco menos da metade da população possui idade inferior a 15 anos. A população djibutiana cresce rapidamente e estima-se que dobre em trinta anos. A capital, também chamada Djibuti, é a maior cidade do país e abriga mais de 80% da população nacional.
Aproximadamente 95% do país é muçulmano – o islamismo chegou à região no século XII –, enquanto o restante da população professa o cristianismo. A maioria dos muçulmanos é constituída de sunitas, com uma pequena parcela de xiitas. Existe ainda um pequeno contingente de hindus entre os trabalhadores indianos.